# Jesus Christ Superstar v divadle Spirála
Muzikál Jesus Christ Superstar Andrewa Lloyda Webbera se v divadle Spirála na pražském Výstavišti hrál v letech 1994 až 1998. Bylo to vůbec první uvedení tohoto díla v Česku, libreto Tima Rice přebásnil Michael Prostějovský.

## Geneze
Režisér Petr Novotný, herec Stanislav Aubrecht a světelný výtvarník Josef Celder, kteří se sešli v roce 1992 při práci na české verzi muzikálu Bídníci, založili producentskou společnost Musical s. r. o. Tato společnost začala 1. prosince 1993 připravovat  původně nastudování muzikálu Cats, ale po jednání s majiteli práv bylo rozhodnuto o uvedení muzikálu Jesus Christ Superstar. 16. ledna 1994 proběhlo první kolo konkurzů, o čtyři měsíce později, 19. května 1994 se ve zkušebně Hudebního divadla Karlín sešel celý soubor k první zkoušce. Od 19. července se konaly první zkušební předpremiéry. Slavnostní premiéra se konala 22. července 1994. Muzikál ve 1288 reprízách vidělo více než 850 000 diváků.

## První inscenace
První inscenace se ve Spirále hrála od premiéry 22. července 1994 do derniéry 18. července 1997. Na závěr večerního představení 17. srpna 1994 bylo pokřtěno studiové album, 22. září 1994 navštívil 60. reprízu muzikálu prezident Václav Havel, 100. představení se odehrálo 1. listopadu téhož roku, 19. února 1995 se odehrálo 200. představení, jehož kompletní záznam vyšel na "Jesus Christ Superstar: 200. představení - Complete live recording".

### Obsazení
- Ježíš Kristus – Kamil Střihavka / Dan Bárta / Martin Skala / Roman Dragoun
- Jidáš Iškariotský – Dan Bárta / Josef Štágr / Tomáš Trapl / Peter Slivka / Tomáš Pavelka
- Marie Magdalena – Bára Basiková / Renáta Podlipská / Leona Machálková / Athina Langoska
- Pilát Pontský – Aleš Brichta / Pavel Polák / Ivan Doležálek
- Héródés Antipas – Vilém Čok / Bohouš Josef / Jiří Malšovský
- Kaifáš – Peter Poldauf / Jiří Schoenbauer / Martin K. Novotný
- Šimon Petr – Miroslav Mokoš / Bronislav Kotiš / Ivan Doležálek
- Šimon Zélótes – Zbyněk Fric / Daniel Vašut / Jan Fiala / Milan Fiala / Tomáš Pavelka
- Annáš – Jindřich Vobořil / Patrick Fridrichovský
- Johanna – Petra Ryšavá / Zuzana Krištofová
- Zuzana – Karolina Husáková / Dana Koklesová
- Berenika – Leona Machálková / Šárka Tomanová
- Marta – Karolína Pospíšilová / Linda Stránská / Ivana Hannichová
- Služka – Sandra Pogodová / Karolína Pospíšilová
- Jan – Jan Teplý ml. / Ondřej Kulhavý
- Jakub – Patrick Tenev / Hynek Svrček
- Ondřej – Lubor Cukr / Tomáš Kočko
- Filip – Vlastimil Korec
- Matouš – Aleš Hnídek
- Bartoloměj – Martin France
- Jakub Alfeův – Radek Valenta / Zdeněk Kašpar / Milan Fiala
- Juda – Patrick Fridrichovský
- Tomáš – Bronislav Kotiš / Miroslav Mokoš / Jan Fiala
- Kněží – Richard Horký, Jiří Malšovský, Pavel Drábek (Ovarotti), Jiří Bareš (v představení účinkují tři kněží)
- Římští vojáci – Jan Fiala, Martin Skala, Ondřej Kulhavý, Roman Říčař, Michal Cerman (v představení účinkují tři vojáci)
- Swing – Milan Potůček, Martin K. Novotný, Karolína Pospíšilová, Erika Kubálková, Erik Houba (v představení účinkují tři)
- Soul Girls – Táňa Novotná, Pavla Kapitánová, Athina Langoska, Renáta Podlipská, Ilona Vozničková, Lucie Kukulová (v představení účinkují čtyři)

### Hudebníci
Orchestr řídil František Preisler ml. / Arnošt Moulík/ Ota Balage 
hudební nastudování Ota Balage
- trombony – Václav Ferebauer, Bohumil Bydžovský, Milan Brázda, Bohumil Bydžovský ml., František Fejgl, Luboš Harazin, Jan Jakubec, Karel Kohout, Oldřich Poděbradský, Aleš Vopelka
- trubky – Vratislav Bartoš, Jan Kejmar, Václav Týfa, Jan Fišer, Jaroslav Škop, Zdeněk Zahálka
- klarinety – Zdeněk Hostek, Martin Mynařík, Radek Arnold, Josef Nachtmann, Jan Smolík
- flétny – Miroslava Moulíková, Tomáš Křemenák, Jiří Boušek, Martin Čech, Vítězslav Klouda, Václav Sýkora
- klavír – David Noll / Jakub Zahradník
- horny – Tomáš Secký, Miroslav Rovenský, Jiří Lisý, Josef Secký, Josef Brázda, Lubomír Krystlík, Karel Kukal, František Pok, Jaroslav Secký, Drahomír Vacek
- fagot – Jan Soukup / Michal Pilík / Richard Srbený
- saxofon – Martin Mynařík
- perkuse – Marcel Vlček / Marek Umáčený
- baskytary – František Raba, Ivan Doležálek, Petr Mašek
- klávesové nástroje – Ota Balage a Karel Mařík
- sólová kytara – Stanislav Jelínek / Tomáš Valášek
- doprovodná kytara – Miroslav Chyška a Oldřich Krejčoves
- bicí – František Hönig / Štěpán Smetáček / Emil Valach

### Inscenační tým
- režie: Petr Novotný
- výprava: Mihail Tchernaev
- kostýmy: Gita Marcolová
- choreografie: Ivanka Kubicová
- výtvarník světel: Jozef Celder

### Nahrávky
- studiová nahrávka, 1994
- záznam 200. představení, 1995

## Druhá inscenace
Obnovená premiéra proběhla 5. září 1997 a představení se hrálo až do derniéry 28. června 1998.

### Obsazení
- Ježíš Kristus – Kamil Střihavka / Martin Skala / Roman Dragoun
- Jidáš Iškariotský – Dan Bárta / Josef Štágr / Tomáš Trapl / Tomáš Pavelka
- Marie Magdalena – Bára Basiková / Renáta Podlipská / Athina Langoská
- Pilát Pontský – Pavel Polák / Ivan Doležálek
- Héródés Antipas – Vilém Čok / Bohouš Josef
- Kaifáš – Peter Poldauf / Jiří Schoenbauer / Radek Seidl
- Šimon Petr – Bronislav Kotiš / Miroslav Mokoš
- Šimon Zélótes – Tomáš Pavelka / Milan Fiala
- Annáš – Jindřich Vobořil / Patrick Fridrichovský
- Johanna – Karin Tomsová
- Zuzana – Karolina Husáková
- Berenika – Šárka Tomanová
- Marta – Ivana Hannichová
- Služka – Šárka Marková
- Jan – Ondřej Kulhavý
- Jakub – Hynek Svrček
- Ondřej – Lubor Cukr
- Filip – Štěpán Karlesz
- Matouš – Josef Puškáš
- Bartoloměj – Daniel Tůma / Roman Říčař
- Jakub Alfeův – Milan Fiala / Zdeněk Kašpar
- Juda – Jaromír Holub
- Tomáš – Jan Fiala
- Kněží – Jiří Malšovský, Pavel Veselý-Towen, Milan Potůček, Michal Cerman

### Inscenační tým
- režie: Petr Novotný
- výprava: Mihail Tchernaev
- kostýmy: Irena Greifová
- choreografie: Ivanka Kubicová
- výtvarník světel: Jozef Celder

## Koncertní verze
Na rok 2023 je plánováno otevření divadla Spirála po rekonstrukci a zahajovacím představením by měla být koncertní kostýmová verze Jesus Christ Superstar doplněná o písně z dalších Webberových muzikálů.

## Nahrávky a koncerty
Z inscenace v divadle Spirála vzešly dvě nahrávky. Studiové album Jesus Christ Superstar obsahuje výběr skladeb nahraný v karlínském rozhlasovém studiu A, Jesus Christ Superstar, 200. představení je kompletním záznamem 200. představení.  Při příležitosti 1000. reprízy inscenace byla vydána nahrávka Rock s Ježíšem, která obsahovala záznam rockového koncertu z Divadla Spirála.  Skladbu Pilátův sen nazpíval v upravené podobně Dan Bárta na svoje album Entropicture (2003).
30. října 2002 se konal ve Sportovní hale v Praze (dnes Tesla Aréna) vzpomínkový koncert v produkci původní producenta inscenace, společnosti Musical Stanislava Aubrechta, nazvaný "Rock 5 po Superstar", kde znovu vystoupilo původní obsazení včetně největších hvězd z tohoto muzikálu (Kamil Střihavka, Dan Bárta, Bára Basiková). Koncert navštívilo 15 tisíc lidí a záznam tohoto koncertu několikrát odvysílal Český rozhlas. 
V roce 2008, deset let po derniéře, proběhla série vyprodaných koncertů v Hudebním divadle Karlín, kde písně z muzikálu zpívali interpreti původní inscenace v divadle Spirála. Koncertní sérii inicioval a dirigoval jeden z původních dirigentů Ota Balage. Tyto koncerty navazovaly na společná vystoupení jež se konala v letech  2002 až 2007 na různých místech v ČR –  v Praze, Brně, Pardubicích, Teplicích, Litomyšli a Liberci.  V červnu 2008 proběhlo 6 koncertů, v říjnu pak další tři. Na koncertech také účinkovalo několik hostů, Dasha a Tereza Černochová, taneční skupiny Wings a Dance2XS a na červnových koncertech také 4TET.
Poslední koncert, který byl odkazem na obsazení původní inscenace z roku 1994, proběhl 29. října 2010 v Ostravě.  Nová práva k exkluzivnímu uvedení Jesus Christ Superstar v ČR byla udělena nové inscenaci v Hudebním divadle Karlín. 
Z koncertní podoby muzikálu vyšlo CD a DVD Jesus on Tour (2010).